# Élisabeth của Valois
Élisabeth của Pháp hay còn biết đến với tên gọi là Élisabeth của Valois hay Isabel của Hòa Bình (tiếng Tây Ban Nha: Isabel de Francia/Isabel de Valois/Isabel de la Paz; tiếng Pháp: Élisabeth de France/Élisabeth de Valois; tiếng Anh: Élisabeth of France/Élisabeth of Valois; 2 tháng 4 năm 1545 – 3 tháng 10 năm 1568) là Vương hậu Tây Ban Nha với tư cách là phối ngẫu thứ ba của Felipe II của Tây Ban Nha.

## Cuộc đời

### Tuổi thơ
Élisabeth của Valois được sinh ra tại Lâu đài Fontainebleau, là con gái đầu lòng của Henri II của Pháp và Caterina de' Medici. Élisabeth lớn lên dưới sự trông nom của Jean d'Humières và Françoise d'Humières, và khi còn nhỏ Vương nữ được gọi là "Ysabel".
Élisabeth dành phần lớn thời thơ ấu tại nhà trẻ của Hoàng gia Pháp, nơi cha bà ra lệnh phải ngủ chung phòng với chị dâu tương lai là Mary I của Scotland, người hơn Vương nữ khoảng 3 tuổi. Mặc dù Élisabeth phải nhường quyền ưu tiên cho Mary (vì Mary đã là một Nữ vương), nhưng hai người vẫn là bạn thân của nhau cho đến cuối đời.
Nữ quan của Élisabeth là Claude de Vineulx đi cùng Vương nữ đến Tây Ban Nha và thường viết báo cáo về tình hình sức khỏe của Élisabeth cho Caterina. Cô được mô tả là nhút nhát, rụt rè và rất kính sợ người mẹ đáng kính của mình, cho dù có bằng chứng trong các bức thư cho thấy Caterina rất dịu dàng và yêu thương con. Mặc dù em gái Marguerite và chị dâu tương lai Mary đều được thừa nhận là xinh đẹp hơn, nhưng Élisabeth vẫn được coi là một trong những cô con gái hấp dẫn của Caterina.
Năm 1550, cha của Élisabeth là Henri II bắt đầu đàm phán về cuộc hôn nhân của Vương nữ với Edward VI của Anh. Sự sắp xếp này khiến cho Giáo hoàng Giuliô III lên án, người tuyên bố rằng sẽ rút phép thông công cả hai nếu như hai người kết hôn. Không nản lòng, Henri đồng ý nhận 200.000 écu của hồi môn, nhưng khoản tiền này không có giá trị sau cái chết của Edward vào năm 1553.

## Vương hậu Tây Ban Nha

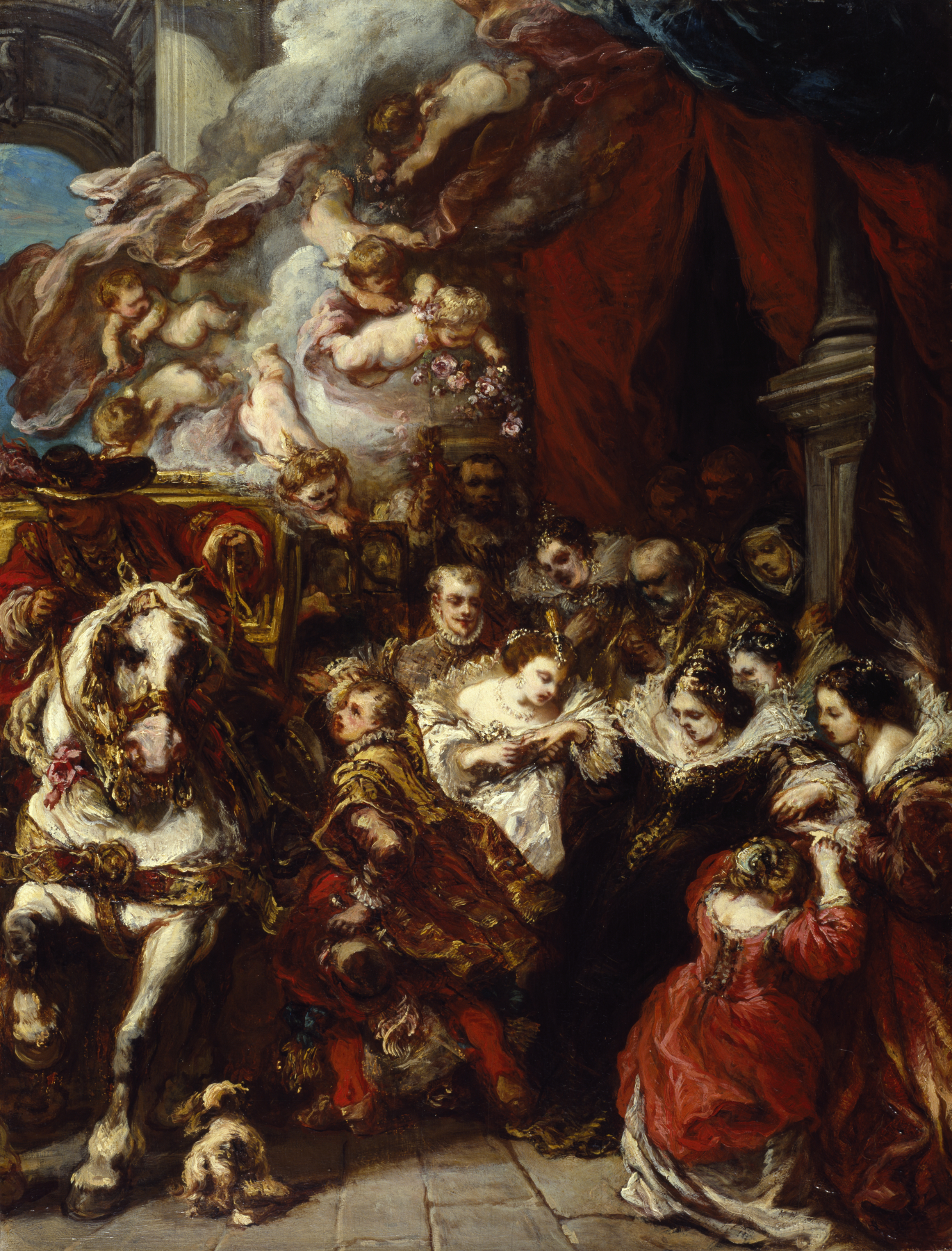
Bức tranh này của Eugène Isabey mô tả Élisabeth, ăn mặc giống một góa phụ hơn là một cô dâu, ngất ngây khi được dẫn tới cỗ xe đưa bà rời nước Pháp để kết hôn với Vua Felipe II của Tây Ban Nha. Bảo tàng Nghệ thuật Walters.

Élisabeth kết hôn với Felipe II của Tây Ban Nha, con trai của Karl V, Hoàng đế La Mã Thần thánh và Isabel của Bồ Đào Nha vào năm 1559. Ban đầu, đám cưới được diễn ra thông qua ủy quyền tại Nhà thờ Đức Bà (với Công tước xứ Alba thay mặt Felipe) trước khi Vương nữ rời Pháp, và buổi lễ thực chất diễn ra tại Guadalajara, Tây Ban Nha khi Élisabeth đến đây. Cuộc hôn nhân là kết quả của Hòa ước Cateau Cambrésis năm 1559. Người vợ thứ hai của Nhà vua là Mary I của Anh vừa mới qua đời, khiến Élisabeth trở thành người vợ thứ ba của Felipe. Cô ruột của Élisabeth là Marguerite cũng đính hôn theo hiệp ước hòa bình với Emanuele Filiberto, Công tước xứ Savoia.
Vài ngày sau cuộc hôn nhân ủy nhiệm này, vào ngày 30 tháng 6 năm 1559, một cuộc đấu đã được Henri II tổ chức gần Place des Vosges để ăn mừng hòa bình và đám cưới của con gái Élisabeth. Bi kịch xảy ra sau đó khi vua Henri bị thương ở mắt trong một trận đấu thương do một mảnh giáo vỡ của Bá tước xứ Montgomery, đội trưởng Đội cận vệ Scotland của Nhà vua. Bất chấp những nỗ lực của các bác sĩ phẫu thuật hoàng gia, nhưng vua Henri II đã qua đời do nhiễm trùng huyết vào ngày 10 tháng 7 năm 1559. Anh trai 15 tuổi của Élisabeth sau là François II của Pháp đó trở thành vị vua mới của Pháp và lên ngôi vào ngày 10 tháng 7 năm 1559.
Vì cái chết của cha và lễ đăng quang của anh trai François, cũng như việc Élisabeth bị "viêm dạ dày", nên chuyến đi đến đất nước mới của Vương nữ đã bị trì hoãn nghiêm trọng. Vào tháng 11, triều đình và chị dâu của Élisabeth là Mary đã tụ họp để chào tạm biệt vị Vương nữ trẻ. Mẹ của Élisabeth là Caterina không thể tham dự vì Nhà vua đã yêu cầu Vương hậu không được rời xa ông. Tại cung điện Châtellerault, khi đoàn tùy tùng cuối cùng bắt đầu cuộc hành trình vào tháng 11, tốc độ di chuyển của họ bị cản trở bởi nhiều đồ đạc mà Élisabeth mang theo, bao gồm những chiếc giỏ và rương chứa đầy đĩa, vải lanh, thảm và đồ trang sức. Thêm vào đó là vô số đồ nội thất và tranh vẽ cũng như đoàn tùy tùng gồm 160 người. Những chiếc váy của Élisabeth được trang trí cầu kỳ đến mức không thể đóng gói được vào rương mà phải gửi bằng tàu đến Tây Ban Nha. Do đoàn tùy tùng lớn, thời tiết và những khó khăn trong hành trình băng qua dãy núi Pyrénées, Élisabeth đã không thể đến được Tây Ban Nha cho đến tháng 2 năm 1560.

Élisabeth rời nước Pháp trong trang phục "con gái nước Pháp" và đến Tây Ban Nha cùng 16 người phụ nữ Pháp đã "biến đổi" theo phong cách Tây Ban Nha. Tại đám cưới, Élisabeth gặp họa sĩ Sofonisba Anguissola và Ana de Mendoza, người sẽ sống với bà đến hết đời. Felipe II bổ nhiệm Anguissola làm nữ quan và họa sĩ triều đình cho Vương hậu của mình. Dưới sự hướng dẫn của Anguissola, Élisabeth đã cải thiện kỹ năng vẽ tranh nghiệp dư của mình, và Anguissola cũng ảnh hưởng đến các tác phẩm nghệ thuật của con gái Élisabeth là Isabel Clara Eugenia và Catalina Micaela trong thời gian ở triều đình.

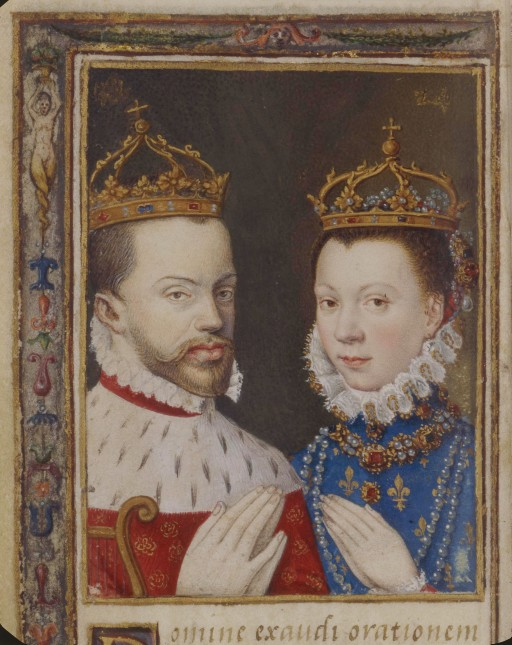
Élisabeth của Valois đăng quang Vương hậu Tây Ban Nha

Felipe hoàn toàn bị mê hoặc bởi cô dâu 14 tuổi của mình, và đến năm 1564 ông từ bỏ sự không chung thủy của bản thân, Dù chênh lệch tuổi tác đáng kể nhưng Élisabeth cũng khá được lòng chồng. (Trong những bức thư gửi mẹ, bà tự nhận mình thật may mắn khi cưới được một Vương tử quyến rũ như vậy). Felipe rất thích tổ chức các giải đấu hiệp sĩ để giải trí cho vợ. Élisabeth sẽ đóng vai một thần dân với ba Vương tử trẻ của Triều đình Tây Ban Nha là Carlos, Thân vương xứ Asturias, Johann của Áo (con trai ngoài giá thú của Carlos I), và Alessandro Farnese, Công tước xứ Parma (con trai của Margarethe, con gái ngoài giá thú của Carlos I). Nếu Felipe hài lòng với người vợ mới của mình, thì việc Élisabeth chậm thích nghi với nghi thức cung đình cứng nhắc của Tây Ban Nha hoặc những điều được mong đợi ở một Vương hậu Tây Ban Nha cũng được chú ý, cùng với hành vi của Élisabeth như cách ăn uống lộn xộn (ám chỉ đến việc tiêu thụ quá nhiều thịt và đồ ăn vặt). Việc Élisabeth nằm liệt trên giường khi mới có dấu hiệu bị bệnh và sự thiếu quan tâm đến các vấn đề chính trị đều bị chỉ trích. Thậm chí điều còn gây sốc hơn đối với triều đình Tây Ban Nha là khi Élisabeth cho phép khiêu vũ trong phòng riêng của bà. Điều này khiến chị dâu của bà là Juana công khai phàn nàn về hành vi của vị Vương hậu với đại sứ Bồ Đào Nha. Cuộc sống tại triều đình Tây Ban Nha còn gò bó hơn triều đình Pháp, được chứng minh qua việc người quản gia là Bá tước xứ Alba mỗi đêm đều nhốt Élisabeth trong phòng và trao chìa khóa cho nữ quan chính của Élisabeth là Nữ bá tước xứ Urena.

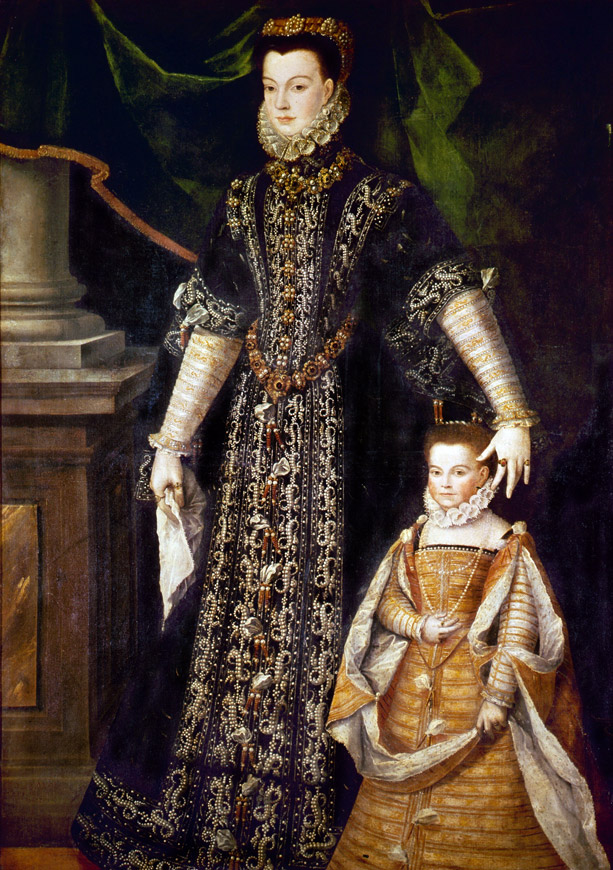
Chân dung Élisabeth của Valois và Isabel Clara Eugenia

Ban đầu, Élisabeth được hứa hôn với con trai của Felipe là Carlos, Thân vương xứ Asturias, nhưng những phức tạp chính trị bất ngờ khiến Felipe phải kết hôn. Mối quan hệ của Élisabeth với người con riêng Carlos rất ấm áp và thân thiện. Bất chấp những báo cáo về hành vi ngày càng kỳ lạ của mình, Carlos luôn tốt bụng và dịu dàng với Élisabeth. Cuối cùng khi Felipe cảm thấy cần phải nhốt Carlos lại (điều này sớm dẫn đến cái chết của vị Thân vương), Élisabeth đã khóc suốt nhiều ngày.
Felipe rất gắn bó với Élisabeth, luôn sát cánh bên Vương hậu ngay cả khi bà bị bệnh đậu mùa. Lần mang thai đầu tiên của Élisabeth vào năm 1560 dẫn đến một người con trai qua đời trước khi sinh, sau đó là vào năm 1564 khi bà sẩy thai hai bé gái song sinh. Sau đó, Élisabeth sinh ra vương nữ Isabel Clara Eugenia vào ngày 12 tháng 8 năm 1566, và em gái của Isabel là Catalina Micaela vào ngày 10 tháng 10 năm 1567. Felipe và Élisabeth rất thân thiết với hai người con gái và mua cho chúng mứt, búp bê, đồ chơi và nhiều thứ khác. Người ta nói rằng "cả hai đều vui mừng trước sự ra đời của Isabel như thể đó là sự ra đời của một người con trai". Élisabeth coi sự ra đời của cô con gái đầu lòng là nhờ vào một phép lạ được cho là của Thánh Eugenius xứ Toledo, người mà bà đã mang thánh tích về Tây Ban Nha làm của hồi môn. 
Élisabeth đã trao đổi thư từ với chị dâu cũ của mình là Mary Stuart, người gợi ý rằng đứa con trai mới sinh James sẽ được lén đưa ra khỏi Scotland và đưa đến Tây Ban Nha. Sau đó, James sẽ được nuôi dưỡng tại triều đình Tây Ban Nha và kết hôn với một trong những cô con gái của Élisabeth. Nhưng điều đó đã không xảy ra, khi lá thư của Mary đến Tây Ban Nha, Élisabeth bị sẩy thai lần nữa vào ngày 3 tháng 10 năm 1568 và qua đời cùng ngày cùng với người con gái mới sinh.
Sau cái chết của Élisabeth, Caterina de' Medici đề nghị em gái của Vương hậu là Marguerite làm dâu cho Felipe nhưng Nhà vua đã từ chối lời đề nghị.

## Trong phim ảnh

Huy hiệu vương gia của Élisabeth của Pháp, Vương hậu Tây Ban Nha.

Élisabeth của Valois là nhân vật chính trong vở kịch Don Carlos, Vương tử Tây Ban Nha của Thomas Otway; trong vở kịch Don Carlos của Schiller; trong vở opera của Verdi chuyển thể từ vở kịch của Schiller, cũng có tựa là Don Carlos; và trong một số vở opera khác ít nổi tiếng hơn. Ngoài ra, phiên bản năm 1850 của Antonio Buzzolla còn được đặt tên thành "Elisabetta di Valois". Tất cả những tác phẩm này đều ngụ ý về một mối tình bi thương giữa Élisabeth và Carlos, gợi ý rằng họ thực sự yêu nhau khi Élisabeth buộc phải cắt bỏ hôn ước với Carlos và kết hôn với cha ông là Felipe.
Trong cuốn tiểu thuyết The Princesse de Cleves của Madame de Lafayette, cuộc hôn nhân của Élisabeth Valois với Felipe II là dịp diễn ra các trò chơi đám cưới nơi cha bà là Henri II qua đời; vai trò của bà tuy ngắn gọn nhưng nó ảnh hưởng đáng kể đến mạch truyện của tiểu thuyết. Trong chương trình Reign của CW, Élisabeth của Valois được đóng vai bởi Caoimhe O'Malley (trong tập phim thí điểm), sau đó là Anastasia Felipes trong mùa thứ tư của chương trình. 
Élisabeth là một nhân vật trong loạt phim truyền hình The Serpent Queen mùa 2 và được nữ diễn viên Laura Marcus thủ vai khi là một người trưởng thành.

## Gia phả
| \| \| \| \| \| \| \| \| \| \| \| \| \| \| \| \| \| \| \| \| 8. Charles I xứ Angoulême \| \| \| \| \| \| \| \| \| \| \| \| \| \| \| \| \| \| \| \| \| \| \| \| \| \| \| \| \| \| \| \| \| \| \| \| \| \| \| \| \| \| \| \| \| \| \| \| \| \| \| \| \| \| 4. François I của Pháp \| \| \| \| \| \| \| \| \| \| \| \| \| \| \| \| \| \| \| \| \| \| \| \| \| \| \| \| \| \| \| \| \| \| \| \| \| \| \| \| \| \| \| \| \| \| \| \| \| \| \| \| \| \| 9. Luisa của Savoia \| \| \| \| \| \| \| \| \| \| \| \| \| \| \| \| \| \| \| \| \| \| \| \| \| \| \| \| \| \| \| \| \| \| \| \| \| \| \| \| \| \| \| \| \| \| \| \| \| \| \| \| \| \| 2. Henri II của Pháp \| \| \| \| \| \| \| \| \| \| \| \| \| \| \| \| \| \| \| \| \| \| \| \| \| \| \| \| \| \| \| \| \| \| \| \| \| \| \| \| \| \| \| \| \| \| \| \| \| \| \| \| \| \| 10. Louis XII của Pháp \| \| \| \| \| \| \| \| \| \| \| \| \| \| \| \| \| \| \| \| \| \| \| \| \| \| \| \| \| \| \| \| \| \| \| \| \| \| \| \| \| \| \| \| \| \| \| \| \| \| \| \| \| \| 5. Claude của Pháp \| \| \| \| \| \| \| \| \| \| \| \| \| \| \| \| \| \| \| \| \| \| \| \| \| \| \| \| \| \| \| \| \| \| \| \| \| \| \| \| \| \| \| \| \| \| \| \| \| \| \| \| \| \| 11. Anna I xứ Bretagne \| \| \| \| \| \| \| \| \| \| \| \| \| \| \| \| \| \| \| \| \| \| \| \| \| \| \| \| \| \| \| \| \| \| \| \| \| \| \| \| \| \| \| \| \| \| \| \| \| \| \| \| \| \| 1. Élisabeth của Pháp \| \| \| \| \| \| \| \| \| \| \| \| \| \| \| \| \| \| \| \| \| \| \| \| \| \| \| \| \| \| \| \| \| \| \| \| \| \| \| \| \| \| \| \| \| \| \| \| \| \| \| \| \| \| 12. Piero di Lorenzo de' Medici \| \| \| \| \| \| \| \| \| \| \| \| \| \| \| \| \| \| \| \| \| \| \| \| \| \| \| \| \| \| \| \| \| \| \| \| \| \| \| \| \| \| \| \| \| \| \| \| \| \| \| \| \| \| 6. Lorenzo II de' Medici \| \| \| \| \| \| \| \| \| \| \| \| \| \| \| \| \| \| \| \| \| \| \| \| \| \| \| \| \| \| \| \| \| \| \| \| \| \| \| \| \| \| \| \| \| \| \| \| \| \| \| \| \| \| 13. Alfonsina Orsini \| \| \| \| \| \| \| \| \| \| \| \| \| \| \| \| \| \| \| \| \| \| \| \| \| \| \| \| \| \| \| \| \| \| \| \| \| \| \| \| \| \| \| \| \| \| \| \| \| \| \| \| \| \| 3. Caterina de' Medici \| \| \| \| \| \| \| \| \| \| \| \| \| \| \| \| \| \| \| \| \| \| \| \| \| \| \| \| \| \| \| \| \| \| \| \| \| \| \| \| \| \| \| \| \| \| \| \| \| \| \| \| \| \| 14. Jean IV xứ Auvergne \| \| \| \| \| \| \| \| \| \| \| \| \| \| \| \| \| \| \| \| \| \| \| \| \| \| \| \| \| \| \| \| \| \| \| \| \| \| \| \| \| \| \| \| \| \| \| \| \| \| \| \| \| \| 7. Madeleine de la Tour d'Auvergne \| \| \| \| \| \| \| \| \| \| \| \| \| \| \| \| \| \| \| \| \| \| \| \| \| \| \| \| \| \| \| \| \| \| \| \| \| \| \| \| \| \| \| \| \| \| \| \| \| \| \| \| \| \| 15. Jeanne xứ Bourbon-Vendôme \| \| \| \| \| \| \| \| \| \| \| \| \| \| \| \| \| \| \| \| \| \| \| \| \| \| \| \| \| \| \| \| \| \| \| \| \| \| \| \| \| \| \| \| \| \| \| \| \| \| \| \| |                                    |  |  |  |  |  |  |  |  |  |  |  |  |  |  |  |
| |                                    |  |  |  |  |  |  |  |  |  |  |  |  |  |  |  |
| | 8. Charles I xứ Angoulême          |  |  |  |  |  |  |  |  |  |  |  |  |  |  |  |
| |                                    |  |  |  |  |  |  |  |  |  |  |  |  |  |  |  |
| |                                    |  |  |  |  |  |  |  |  |  |  |  |  |  |  |  |
| | 4. François I của Pháp             |  |  |  |  |  |  |  |  |  |  |  |  |  |  |  |
| |                                    |  |  |  |  |  |  |  |  |  |  |  |  |  |  |  |
| |                                    |  |  |  |  |  |  |  |  |  |  |  |  |  |  |  |
| | 9. Luisa của Savoia                |  |  |  |  |  |  |  |  |  |  |  |  |  |  |  |
| |                                    |  |  |  |  |  |  |  |  |  |  |  |  |  |  |  |
| |                                    |  |  |  |  |  |  |  |  |  |  |  |  |  |  |  |
| | 2. Henri II của Pháp               |  |  |  |  |  |  |  |  |  |  |  |  |  |  |  |
| |                                    |  |  |  |  |  |  |  |  |  |  |  |  |  |  |  |
| |                                    |  |  |  |  |  |  |  |  |  |  |  |  |  |  |  |
| | 10. Louis XII của Pháp             |  |  |  |  |  |  |  |  |  |  |  |  |  |  |  |
| |                                    |  |  |  |  |  |  |  |  |  |  |  |  |  |  |  |
| |                                    |  |  |  |  |  |  |  |  |  |  |  |  |  |  |  |
| | 5. Claude của Pháp                 |  |  |  |  |  |  |  |  |  |  |  |  |  |  |  |
| |                                    |  |  |  |  |  |  |  |  |  |  |  |  |  |  |  |
| |                                    |  |  |  |  |  |  |  |  |  |  |  |  |  |  |  |
| | 11. Anna I xứ Bretagne             |  |  |  |  |  |  |  |  |  |  |  |  |  |  |  |
| |                                    |  |  |  |  |  |  |  |  |  |  |  |  |  |  |  |
| |                                    |  |  |  |  |  |  |  |  |  |  |  |  |  |  |  |
| | 1. Élisabeth của Pháp              |  |  |  |  |  |  |  |  |  |  |  |  |  |  |  |
| |                                    |  |  |  |  |  |  |  |  |  |  |  |  |  |  |  |
| |                                    |  |  |  |  |  |  |  |  |  |  |  |  |  |  |  |
| | 12. Piero di Lorenzo de' Medici    |  |  |  |  |  |  |  |  |  |  |  |  |  |  |  |
| |                                    |  |  |  |  |  |  |  |  |  |  |  |  |  |  |  |
| |                                    |  |  |  |  |  |  |  |  |  |  |  |  |  |  |  |
| | 6. Lorenzo II de' Medici           |  |  |  |  |  |  |  |  |  |  |  |  |  |  |  |
| |                                    |  |  |  |  |  |  |  |  |  |  |  |  |  |  |  |
| |                                    |  |  |  |  |  |  |  |  |  |  |  |  |  |  |  |
| | 13. Alfonsina Orsini               |  |  |  |  |  |  |  |  |  |  |  |  |  |  |  |
| |                                    |  |  |  |  |  |  |  |  |  |  |  |  |  |  |  |
| |                                    |  |  |  |  |  |  |  |  |  |  |  |  |  |  |  |
| | 3. Caterina de' Medici             |  |  |  |  |  |  |  |  |  |  |  |  |  |  |  |
| |                                    |  |  |  |  |  |  |  |  |  |  |  |  |  |  |  |
| |                                    |  |  |  |  |  |  |  |  |  |  |  |  |  |  |  |
| | 14. Jean IV xứ Auvergne            |  |  |  |  |  |  |  |  |  |  |  |  |  |  |  |
| |                                    |  |  |  |  |  |  |  |  |  |  |  |  |  |  |  |
| |                                    |  |  |  |  |  |  |  |  |  |  |  |  |  |  |  |
| | 7. Madeleine de la Tour d'Auvergne |  |  |  |  |  |  |  |  |  |  |  |  |  |  |  |
| |                                    |  |  |  |  |  |  |  |  |  |  |  |  |  |  |  |
| |                                    |  |  |  |  |  |  |  |  |  |  |  |  |  |  |  |
| | 15. Jeanne xứ Bourbon-Vendôme      |  |  |  |  |  |  |  |  |  |  |  |  |  |  |  |
| |                                    |  |  |  |  |  |  |  |  |  |  |  |  |  |  |  |
| |                                    |  |  |  |  |  |  |  |  |  |  |  |  |  |  |  |